# Coccopigya okutanii
Coccopigya okutanii is een slakkensoort uit de familie van de Cocculinidae. De wetenschappelijke naam van de soort is voor het eerst geldig gepubliceerd in 1997 door Hasegawa.